# Loin du Vietnam
Loin du Vietnam (en España Lejos de Vietnam) es un documental estrenado en 1967 dirigido por Chris Marker. Integrada por siete segmentos la cinta incluye secciones codirigidas por Joris Ivens, Claude Lelouch, Alain Resnais, Agnès Varda, Jean-Luc Godard y William Klein.
El guion, a cargo de Marker, Jean-Luc Godard (en el segmento "Camera-Eye") y Jacques Sternberg (en el segmento "Claude Ridder"), y la narración refleja la frontal oposición de sus creadores a la participación de Estados Unidos en la Guerra de Vietnam. Considerado por la crítica profesional como una elocuente película protesta, pese a ser considerada por algunos sectores propagandística, su póster está inspirado en la pintura El rapto de las Sabinas de Pablo Picasso.

## Sinopsis
A lo largo de varias secuencias el documental combina filmaciones reales de la Guerra de Vietnam con material documental de la cultura popular contemporánea, tales como anuncios, entrevistas con destacados políticos como Hồ Chí Minh y un diálogo entre una mujer vietnamita y la viuda de un opositor al conflicto. El prólogo define la guerra de Vietnam como una lucha de ricos contra pobres. El epílogo enfrenta a la sociedad rica ante una elección crucial: detener la guerra y operar una transformación total o continuar esta guerra de ricos contra pobres y perderla.

## Reparto
- Anne Bellec
- Karen Blanguernon
- Bernard Fresson
- Maurice Garrel
- Valerie Mayaux
- Marie-France Mignal

## Ficha técnica
- Título: Loin du Vietnam (Lejos de Vietnam)
- Producción: Chris Marker
- Participación en la realización: Alain Resnais, Jean-Luc Godard, Claude Lelouch, Agnès Varda, Joris Ivens, William Klein.[9]
- Subgerente: Charles Bitsch
- Guion: Chris Marker y Jacques Sternberg
- Fotografía: Willy Kurant, Ghislain Cloquet, Jean Boffety, Denys Clerval
- Su: Antoine Bonfanti, Harald Maury, Harrik Maury, René Levert
- Música: Hanns Eisler, Michel Fano, Philippe Capdenat, Georges Aperghis
- Montaje: Jacqueline Meppiel, Ragnar Van Leyden, Jean Ravel
- Guion: Sylvette Baudrot
- Producción: SOFRACIMA (empresa de cine franco-africana) - SLON (empresa de lanzamiento de nuevas obras)
- Género: Documental
- Duración: 116 minutos
- Fecha de estreno: 13 de diciembre de 1967

## Difusión
La película se seleccionó por primera vez en agosto de 1967 para el festival de Montreal, luego se programó para el 30 de septiembre en el Lincoln Center de Nueva York, donde obtuvo una recepción triunfal del público, pero una reacción hostil de la prensa. En Francia, la primera proyección tuvo lugar el 18 de octubre de 1967 en Besanzón frente a los trabajadores de la fábrica Rhodiaceta, y finalizó con un debate en presencia de Alain Resnais, William Klein y Jacqueline Meppiel. El 9 de diciembre de 1967 Loin du Vietnam se presentó en París en el gran salón del TNP en el Palacio de Chaillot, por invitación de su director Georges Wilson y en presencia de Maï Van Bo, Delegada General de Vietnam del Norte. Al final de la proyección se organizó un debate entre los 2.500 espectadores y todos los directores de la película. A partir del 13 de diciembre, la película se programó en cuatro salas parisinas, pero el saqueo de Kinopanorama el 21 de diciembre por un comando del grupo Occidente, y varias amenazas de bomba, condenaron definitivamente su difusión.

## Premios
- 1968 Paloma de Plata en Leipzig